# Casa Dlugosz din Sandomierz

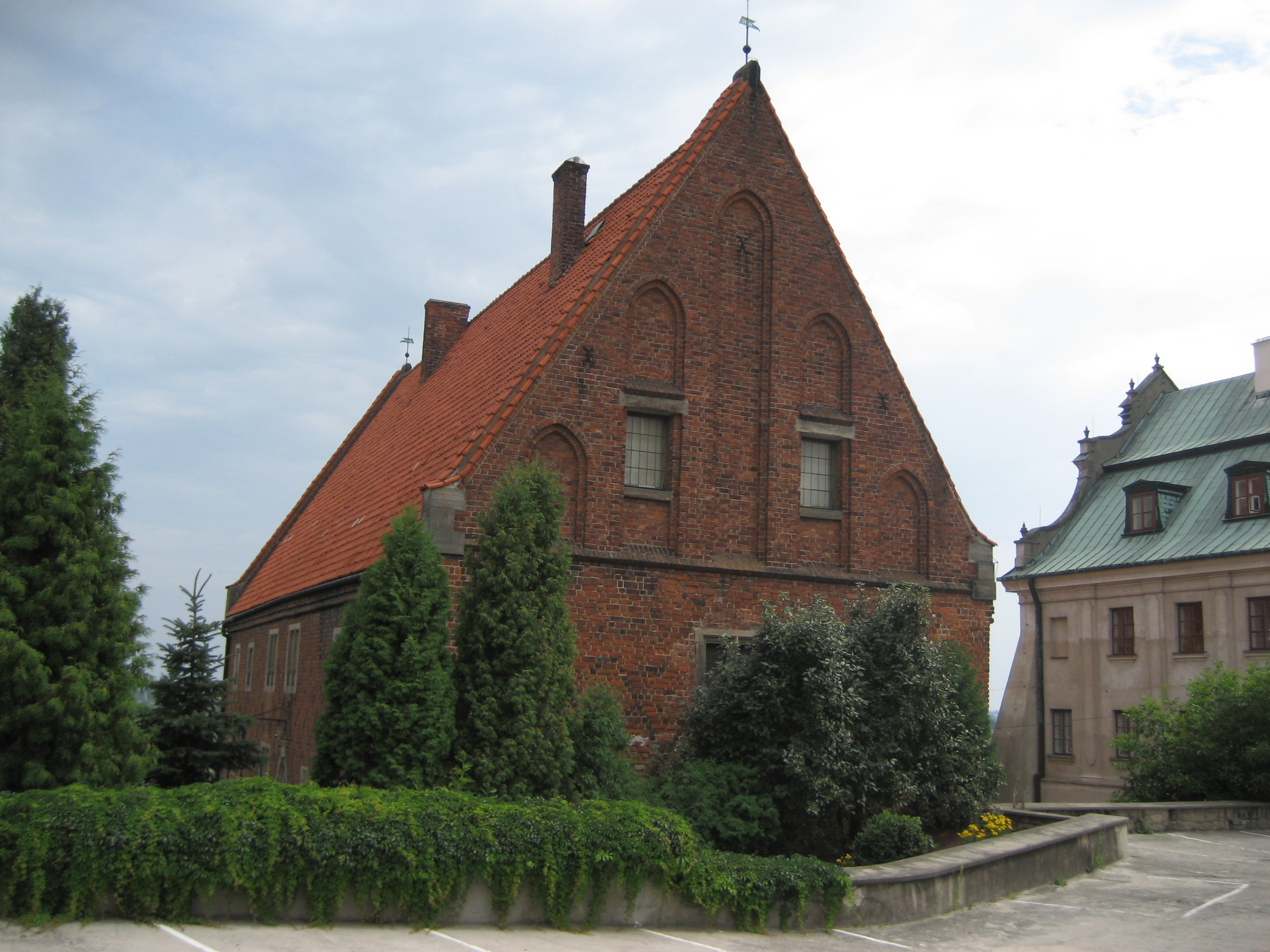
Casa lui Jan Długosz din Sandomierz

Casa Dlugosz din Sandomierz este o clădire istorică din Sandomierz construită de cronicarul polonez Jan Długosz.